# Мироненко Анатолій Антонович
Анато́лій Анто́нович Миро́ненко  (народився 25 квітня 1937 в селі Росава Миронівського району, Київська область) — український письменник, член НСПУ. Лауреат обласної премії імені В. Сосюри.

## Біографія
Закінчив Горлівський державний педагогічний інститут іноземних мов. Служив солдатом, військовим перекладачем, працював учителем, вихователем в інтернаті, керівником екскурсійного бюро, різьбярем по дереву, сторожем. Тривалий час був бездомним і безробітним.
Захоплюється філософією і поезією. У 1970 році за наклепом і доносом його перша збірка «Колір щастя», відредагована і художньо оформлена, була знята з виробництва. І все ж через вісім років з допомогою поета Григорія Кривди і прозаїка Костя Тесленка йому вдалося видати крихітну поетичну збірочку «Росава».
Надалі вірші А. Мироненка в пресі з'являлися випадково, а рукописи його творів десятками років жовтіли у видавничих столах. Автора цькували, що тривало й попри зміни, які сталися в Україні. Живе в місті Слов'яногірську Донецької області.
А. Мироненко — автор праці «Філософія життя і кінець основного питання філософії», яка вже понад двадцять років чекає свого обнародування. Останнім часом почав друкуватися в газетах та журналах Донеччини і Харківщини, а також за кордоном. Лауреат обласної літературної премії імені Володимира Сосюри за 1993 рік. У середині 90-х років написав, драму-феєрію «Артеміада» і драматичну поему «Ідол».